# La mort de Marat
La mort de Marat és una pintura a l'oli realitzada per Jacques-Louis David el 1793 i que actualment s'exposa al Museu Reial de Belles Arts de Bèlgica de Brussel·les.

## Retrat de Marat
La pintura representa la mort el 1793 de Jean-Paul Marat, l'escriptor del diari radical L'Ami du peuple (L'amic del poble), molt relacionat amb la facció jacobina durant el regnat del Terror, encara que mai no en va ser un membre indiscutible.
L'historiador de l'art T. J. Clark va qualificar la pintura de David com la primera obra modernista per "la manera com va captar els assumptes polítics com a material sense canviar-los".

## Assassinat de Marat
Marat va ser apunyalat el 13 de juliol, mentre escrivia a la seva banyera, per Charlotte Corday, la qual recolzava la facció girondina, més moderada i que va viatjar de Normandia a París obsessionada amb la idea d'assassinar l'home a qui ella percebia com una «bèstia» i així «salvar França». Va aconseguir aproximar-se-li usant el subterfugi de parlar-li de traïdors a la causa de la revolució. Corday el va assassinar amb un ganivet que havia amagat entre les seves robes. Va aconseguir entrar a la casa de Marat amb la pretensió de presentar-li una llista de gent que hauria de ser executada com a enemics de França. Marat li ho va agrair i li va dir que serien guillotinats la setmana següent, moment en el qual Corday immediatament el va apunyalar. Va ser guillotinada poc després.
David era amic íntim de Marat, així com un ferm partidari de Robespierre i els jacobins. Va quedar desconcertat per la seva capacitat natural de convèncer les masses amb els seus discursos, una cosa que ell encara no havia aconseguit amb la pintura (per no esmentar les seves dificultats a l'hora de parlar, a causa d'una deformitat facial causada per una ferida produïda durant un duel). Determinat a commemorar el seu amic, David no solament li va organitzar un esplèndid funeral, sinó que va pintar el seu retrat al cap de poc temps.
Malgrat la precipitació amb què va pintar el quadre (l'obra va ser acabada i presentada a la Convenció Nacional abans de quatre mesos després de la mort de Marat), es considera generalment que és la millor obra de David, un pas definitiu cap a la modernitat i una afirmació política inspirada i inspiradora.